# 草薙隊 (大東亜戦争)
草薙隊（くさなぎたい）は、大東亜戦争（太平洋戦争）当時の日本（愛知県）において、爆装航空機による体当たり攻撃を目的に編成された民兵の航空部隊。特別攻撃隊の一環である。「名古屋海軍航空隊」とも言う。

## 概要
草薙隊の訓練地は愛知県西加茂郡保見村（現在の豊田市）南部の伊保原と呼ばれている丘陵の上に2000mと800mの2本の滑走路を持つ飛行場であった。もともとこの地には1939年（昭和14年）以来愛知航空機の試験飛行場があったところへ、1941年（昭和16年）10月霞ヶ浦海軍航空隊の分遣隊が派遣され、翌1942年（昭和17年）4月1日独立して名古屋海軍航空隊となり、十一総合航空隊に編入され、練習航空隊に指定され、陸上機操縦教育を担当していた。
1944年（昭和19年）9月から艦上爆撃機の操縦教育を加えられ、練習機部隊が第3岡崎航空隊へと移っていった後は、もっぱら艦上爆撃機の訓練に専念することになった。